# 艾爾帕索鎮區 (伊利諾伊州伍德福德縣)
艾爾帕索鎮區（英語：El Paso Township）是位於美國伊利諾伊州伍德福德縣的一個行政鎮區。

## 地方資料
根據2010年美國人口普查的數據，艾爾帕索鎮區的面積為62.80平方千米，當中陸地面積為62.70平方千米，而水域面積為0.10平方千米。當地共有人口3439人，而人口密度為每平方千米54.76人。